# 阿克苏区 (杰特苏州)

阿克苏区是哈萨克斯坦东部杰特苏州的一个区，2013年人口为40,242人，面积12600平方公里，行政中心占苏古罗夫。阿克苏区部分地区和巴尔喀什湖相接。